# Žudr usedlosti čp. 47
Žudr usedlosti čp. 47 stojí na návsi obce Lobodice v okrese Přerov. Je chráněn jako kulturní památka České republiky.

## Historie
Usedlost se žudrem vystupujícím do náměstí byla postavena v 18. století, je nedílnou součástí statku tzv. prostějovského typu a jedinečným dokladem hanácké lidové architektury. Do státního seznamu kulturních památek byl pouze žudr zapsán v roce 1963 pod evidenčním číslem 32289/8-497.

## Popis
Žudr je jednopatrová stavba postavená z nepálených cihel (vepřovic) na půdorysu čtverce před uliční průčelí statku. V přízemí má do tří stran otevřené půlkruhové oblouky. V patře je komora s malými okny nad oblouky. Žudr má valbovou střechu krytou břidlicí.
Strop v žudru má valenou klenbu s lunetami. Za žudrem je síň a komora, pod kterou je sklep s cihlovým klenutým stropem. V patře nad síní, žudru a komorou jsou trámové záklopové stropy.

## Využití
Žudry neboli otevřené předsíně byly používány k ochraně před špatným počasím, případně k ochlazování objektu během letního počasí a zejména k větratelnosti sýpky. Ve spodní, zaklenuté části se v neděli odpoledne a navečer zejména v létě scházeli sousedé na besedu. Komora v patře byl další prostor k využití.